# 21336 Andyblanchard
21336 Andyblanchard è un asteroide della fascia principale. Scoperto nel 1997, presenta un'orbita caratterizzata da un semiasse maggiore pari a 2,6334494 UA e da un'eccentricità di 0,0264413, inclinata di 1,70854° rispetto all'eclittica.